# Diocesi di Lamdia
La diocesi di Lamdia (in latino: Dioecesis Lamdiensis) è una sede soppressa e sede titolare della Chiesa cattolica.

## Storia
Lamdia, identificabile con Médéa nell'odierna Algeria, è un'antica sede episcopale della provincia romana della Mauritania Cesariense.
Incerta è l'attribuzione dei vescovi a questa sede, per la diversa grafia del suo nome latino riportata dai manoscritti. Alla conferenza di Cartagine del 411, che vide riuniti assieme i vescovi cattolici e donatisti dell'Africa romana, prese parte il donatista Felice, episcopus Lambiensis; la diocesi in quell'occasione non aveva vescovi cattolici. Questo vescovo era ammalato in occasione della sottoscrizione degli atti, e al suo posto firmò un altro vescovo, il quale però sbagliò il nome della diocesi di Felice; questo suscitò un vivace dibattito nell'assemblea. Mandouze e Mesnage assegnano Felice alla diocesi di Lamdia (o Lambdia); Morcelli lo attribuisce invece alla diocesi di Lambesi, mentre Toulotte a un'ipotetica diocesi di Lambia (o Lamba Fundus) in Numidia.
Mandouze assegna a Lamdia anche Felice, episcopus Ambiensis (errore per Lambiensis), il cui nome appare al 46º posto nella lista dei vescovi della Mauritania Cesariense convocati a Cartagine dal re vandalo Unerico nel 484; Felice, come tutti gli altri vescovi cattolici africani, fu condannato all'esilio. Gli altri autori invece ritengono che Ambiensis sia il nome corretto della sede vescovile, distinta da quella di Lamdia.
Dal 1933 Lamdia è annoverata tra le sedi vescovili titolari della Chiesa cattolica; dal 7 dicembre 2009 il vescovo titolare è Marian Eleganti, O.S.B., già vescovo ausiliare di Coira.

## Cronotassi

### Vescovi residenti
- Felice † (menzionato nel 411) (vescovo donatista)

### Vescovi titolari
- Santos Ubierna, O.P. † (24 febbraio 1942 - 15 aprile 1955 deceduto)
- Germán Villa Gaviria, C.I.M. † (10 novembre 1956 - 3 febbraio 1959 nominato vescovo di Barranquilla)
- Evelio Díaz y Cía † (21 marzo 1959 - 14 novembre 1959 nominato arcivescovo coadiutore di San Cristóbal de la Habana)
- Bruno Pelaia † (19 aprile 1960 - 10 febbraio 1961 succeduto vescovo di Tricarico)
- Luis Eduardo Henríquez Jiménez † (12 maggio 1962 - 9 novembre 1972 nominato vescovo di Valencia in Venezuela)
- Ángel Nicolás Acha Duarte † (22 dicembre 1975 - 5 giugno 1978 nominato vescovo di Carapeguá)
- José María Montes † (15 giugno 1978 - 19 gennaio 1983 nominato vescovo di Chascomús)
- Baltazar Enrique Porras Cardozo (23 luglio 1983 - 30 ottobre 1991 nominato arcivescovo di Mérida)
- Héctor Rubén Aguer (26 febbraio 1992 - 26 giugno 1998 nominato arcivescovo di La Plata)
- Jean Gagnon † (4 dicembre 1998 - 15 novembre 2002 nominato vescovo di Gaspé)
- Simon-Pierre Saint-Hillien, C.S.C. † (10 dicembre 2002 - 6 agosto 2009 nominato vescovo di Hinche)
- Marian Eleganti, O.S.B., dal 7 dicembre 2009